# Josette Bushell-Mingo
Josette Vinella Xamina Bushell-Mingo, född 16 februari 1964 i Lewisham i London, är en brittisk-svensk teaterskådespelare och regissör. Bushell-Mingo arbetar sedan 2018 som lektor och prefekt vid Institutionen för skådespeleri, Stockholms konstnärliga högskola.

## Biografi
Josette Bushell-Mingo växte upp som en av fyra döttrar i en arbetarfamilj i Londons East End. Hennes föräldrar kom som invandrare till England från Guyana i Latinamerika.  
1987 träffade hon sin blivande svenske make och flyttade 2004 till Sverige med honom. Hon är bosatt i Stockholm och är gift och har två barn.

### Skådespeleri och regi
Hon är utbildad i film, litteratur, teater och scenografi vid Barking College of Technology och var därefter verksam som skådespelare med avantgardegruppen Kaboodle. År 2000 nominerades Bushell-Mingo till Laurence Olivier-priset för rollen som Rafiki i musikaluppsättningen av Lejonkungen. 2001 grundade hon konstfestivalen PUSH, på Young Vic, i syfte att möjliggöra för fler svarta skådespelare att spela på Londons scener. Hon har även arbetat med Royal National Theatre och The Royal Shakespeare Company. 2006 tilldelades hon utmärkelsen Officer of the Order of the British Empire.
Mellan åren 2005 och 2018 arbetade hon som konstnärlig ledare på Tyst teater vilket är Riksteaterns center för scenkonst på teckenspråk. För Tyst teaters räkning har hon regisserat både i Kanada och i Norrbotten, där hon samarbetat med Samiska teatern, Norrbottensteatern och Tornedalsteatern. För Riksteatern har hon regisserat föreställningen BUS (Brun utan sol).
Bushell-Mingo är aktiv i samhällsdebatten och har ofta ifrågasatt frånvaron av minoriteter på de svenska teaterscenerna. Hon har bland annat varit med och bildat föreningen Tryck som sammanför scenkonstnärer med afrikansk bakgrund. Hon har uppgett att det som motiverar henne allra mest i det konstnärliga arbetet är kampen mot rasism. Vid sidan av sitt arbete med Tyst teater har Josette Bushell-Mingo även regisserat pjäser som belyser rasism ur ett historiskt och nutida perspektiv. Bland annat har hon regisserat en uppsättning av Lorraine Hansberrys pjäs "En druva i solen" samt turnerat i både Sverige och England med föreställningen ”Nina – en historia om mig och Nina Simone”.
2018 startade hon The National Black Theatre of Sweden.

### Undervisning
Sedan 2018 arbetar Bushell-Mingo som lektor och prefekt vid Institutionen för skådespeleri på Stockholms konstnärliga högskola. Hon är även gästprofessor vid Coventry University sedan 2017.

### Övriga uppdrag
År 2013 utsåg svenska regeringen Josette Bushell-Mingo till ledamot i styrelsen för Stiftelsen Svenska Filminstitutet. Hon är även styrelseordförande i Cinemafrica.
2019 var hon en av sommarvärdarna i Sveriges Radio P1.

## Utmärkelser
- H. M. Konungens medalj i guld av 8:e storleken i Serafimerordens band (Kon:sGM8mserafb 2021) för betydande insatser inom svensk scenkonst[13]
- Officer av Storbritanniska Empire-orden (OffStbEmpO 2006) för arbete i teaterns tjänst[6]
- Plays and Players Player of the year (1992)
- Manchester Evening News Best actress award för From the Mississippi Delta (1993)
- Laurence Olivier-priset för Rafiki i Lejonkungen (1999)
- Stockholms stads kulturpris, hederspriset i kategorin scenkonstnär (2012 )[14]
- Språkrådets Minoritetsspråkspris (2012)
- Sveriges Dövas Riksförbunds utmärkelse Kruthmedaljen (2013 )[15]
- Africa Movie Academy Award, nominerad i kategorin för Bästa kvinnliga huvudroll (2017) [16]
- Per Ganneviks stipendium (2018 )[10]

## Teater

### Roller (ej komplett)
| År   | Roll | Produktion | Regi           | Teater                   |
| ---- | ---- | --- | -------------- | ------------------------ |
| 2009 |      | Seven Paula Cizmar, Catherine Filloux, Gail Kriegel, Carol K. Mack, Ruth Margraff, Anna Deveare-Smith, Susan Yankowitz |                | Riksteatern              |
| 2017 |      | Nina Simone Dritëro Kasapi och Josette Bushell-Mingo                                                                   | Dritëro Kasapi | Kulturhuset Stadsteatern |

### Regi (ej komplett)
| År   | Produktion                            | Upphovsmän                                       | Teater                        |
| ---- | ------------------------------------- | ------------------------------------------------ | ----------------------------- |
| 2007 | The Penelopiad                        | Margaret Atwood                                  | The Royal Shakespeare Company |
| 2010 | GLO in The African Trilogy            | Christina Anderson                               | Volcano Theatre               |
| 2012 | FAME-visukalen                        | David De Silva                                   | Tyst teater                   |
| 2014 | Bröderna Marx                         | Filip Burman                                     | Riksteatern                   |
| 2016 | En druva i solen A Raisin in the Sun  | Lorraine Hansberry Översättning Lisbeth Grönlund | Riksteatern                   |
| 2017 | Bernardas hus                         | Federico García Lorcas                           | Tyst teater                   |
| 2019 | 24 timmar svart kvinna                | Fanna Ndow Norrby                                | Riksteatern                   |
| 2022 | Den omättliga vägen The famished road | Ben Okri Översättning Nancy Ofori                | Dramaten                      |